# スペックル・イメージング
スペックル・イメージング（英：Speckle imaging、別名 video astronomy）は、一般にシフト・アンド・アッド法（別名「イメージ・スタッキング法」； image stacking）または スペックル干渉法 (speckle interferometry) を用いる高分解能の天体撮像技術を指す用語である。この技術は地上設置天体望遠鏡の分解能を劇的に改善する。

## 原理
この技術の原理は、目標天体を非常に短い時間の露光により撮像し、大気のゆらぎによるシーイングと呼ばれる現象を除去する処理を行なうというものである。この技術の利用により数多くの発見が成されており、これには例えば同じ口径の望遠鏡では単一星にしか見えない数千の二重星の発見や、恒星の黒点様の現象の初めての撮像が含まれる。これらの技術は現在でも広く利用されており、とりわけ相対的に明るいターゲットの撮影において良く用いられている。
理論的には、望遠鏡の分解能の限界は、フラウンホーファー回折のため、主鏡の口径の関数となる。これにより、遠方にある天体のイメージはエアリーディスクとして知られる小さなスポットにまで広がることになる。この限界より小さな距離しか離れていない天体のグループは、単一の天体に見えることになる。大口径の望遠鏡ほどエアリーディスクを小さくできるので、大口径の望遠鏡は、大きな主鏡で暗い天体からの光をより多く集めるだけではなく、小さな天体の撮像も可能であることになる。
一方、暗い天体を撮影する場合は、赤道儀などの自動追尾機構を用いて、天体を長時間に渡って追尾しながら長時間露光を行う必要があるが、その際に、大気のランダムな性質がエアリーディスクの単一のスポットを、撮像面でランダムにぶれさせるという現象（これがシーイングである）のために、単一の点状の天体はエアリーディスクよりもずっと大きなスポットとして撮影されることになり、分解能は著しく劣化することになる。典型的なシーイングでの、大口径の主鏡（機械的な限界よりは十分小さいものとする）の実用的な分解能の限界は、シーイングパラメーター r0（長時間露光する場合、主鏡の直径をこれより大きくしても、シーイングのために分解能が改善できなくなる限界の直径）に等しい直径の主鏡の分解能と同じになるが、これは何と直径20cmの主鏡を十分良いコンディションで用いた場合に相当するに過ぎない。スペックル干渉法と補償光学の導入がこの限界を取り除く道を提供するまで、長年に渡って、望遠鏡の性能はこの現象により制限されてきた。
スペックル・イメージングは画像処理技術を用いてオリジナルのイメージを再構成する。この技術の核心は、アメリカ合衆国の天文学者であるデイヴィッド・L・フリード (en:David L. Fried) によって 1966年に発見された。これは、実質的に大気が「凍って」動かないと見なせるほど、非常に短い露光で撮影するものである。赤外線イメージにおいては、露光時間は 100ms のオーダーであるが、可視光線領域においては 10ms 程度まで下げられる。この程度あるいはそれより短いタイムスケールのイメージでは、大気の運動は分解能を低下させる現象を生ずるには遅すぎるので、画像として記録されるスペックル（speckle ; 斑点）は大気を通したシーイングの、その瞬間のスナップショットである。
つまり、シーイングによって長時間露光での天体の分解能が劣化する原因は、瞬間的に生じる天体画像のぼやけにあるわけではなく、撮像面における天体の像が時間とともにランダムに動き回ることにあるということである。従って、短時間露光を行えば原理的にシーイングによるぼやけを排除できるはずであるが、暗い天体を短時間露光する場合は、撮像面の1画素（あるいは写真乾板であれば 1つの感光結晶）が捉えられる光子は1個かあるいは0個の場合もあり得るため、1枚の画像では対象はノイズの中に埋没することになる（だからこそ長時間露光を行う必要があるわけである）。そこで、長時間露光でたくさんの光子を捕捉する代わりに、短時間露光の画像を多数用意して、それらを微妙に位置をずらせながら相関が大きくなるように合成すれば（もちろん現在ではコンピューター画像処理によるが、原理的には手作業でも可能である）、ノイズはその統計的な性質により相殺され、天体のみのエアリーディスクに近い大きさのスポットが得られるはずである。
ただし、天体が暗すぎる場合は、相関解析すら難しい程度の光しか捕らえられないという場合もあり得る。1970年代初期に行なわれた初期におけるこの技術の利用は、限られたスケールで写真技術によって成されたが、写真フィルムは入射光のわずか7%を捕捉するに過ぎないため、最も明るい天体のみがこの方法で処理された。しかし、入射光の70%以上を捕捉可能なCCDイメージセンサの天文学への導入が、実用的応用におけるバーの高さを大幅に引き下げ、現在ではこの技術は明るい天体（例えば恒星と恒星系）に対して広く用いられている。
多種のスペックル・イメージングが重複した名前を持っているという事実は、アマチュア天文家が既存のスペックル・イメージング技術を改造し新しい名前を与えていることが大きな原因である。
もっと最近では、この技術の産業分野での応用法が開発されている。これはレーザー（そのスムーズな波面は遠方の星からの光を極めて良く近似している）を物体の表面に照射して、それによって得られたスペックル・パターンを処理することにより、材料の欠陥の詳細なイメージを得ることができるというものである。

## スペックル・イメージングのタイプ

### シフト・アンド・アッド法に基づく技術
シフト・アンド・アッド法（別名 「イメージ・スタッキング法」）と呼ばれる技術においては、多数の短時間露光によるイメージは、最も明るいスペックルの順に並べられ、加算平均化を行なって一つの出力イメージを得る。ラッキー撮像法 (en:Lucky Imaging ) では、少数の最も良い短時間露光によるイメージを選択する。初期のシフト・アンド・アッド法では、全体としてのストレールレシオ (Strehl ratio) が最も小さくなるように、イメージの重心に基づいて、イメージを配置し重畳する。

### スペックル干渉法に基づく技術
1970年にフランスの天文学者 Antoine Labeyrie は、スペックル・パターンをフーリエ解析 (スペックル干渉) することより、天体の高分解能の構造に関する情報を得ることができることを示した。1980年代には、これらのスペックル・パターンから干渉法によりイメージを再構成するための技術が開発された。
もう一つの現代タイプのスペックル干渉法はスペックル・マスキング (en:speckle masking) と呼ばれるものであり、短時間露光イメージからのバイスペクトル (bispectrum) あるいは 閉口位相 (en:closure phase)と呼ばれるものの計算を含む。平均バイスペクトルは計算することができ、これをイメージに変換することが可能である。これは開口マスク (aperture masks) を用いた場合にとりわけうまく働く。
この開口マスクのアレンジでは望遠鏡の開口部はいくつかの光が通る穴を除いて塞がれ、小さな光学的干渉計を構成する。この状態での分解能はその望遠鏡の通常の状態よりも良くなる。キャヴェンディッシュ研究所宇宙物理学部門がこの開口マスク技術の先駆者である
。
この技術の限界の一つは、それがイメージの大規模なコンピューター処理を必要とすることであり、これは最初にこの技術が開発された当時では、乗り越えることが困難であった。ほとんど万能と思われた Data General Nova（1969年当時の16ビット・ミニコンピューター）をもってしても遅すぎて、適用を重要な天体に絞らざるを得なかった。この限界は数年間でコンピューターパワーが進歩したために消失し、今日ではデスクトップ・コンピューターがこの処理を取るに足らないものとしてしまうほどのパワーを備えるに至った。

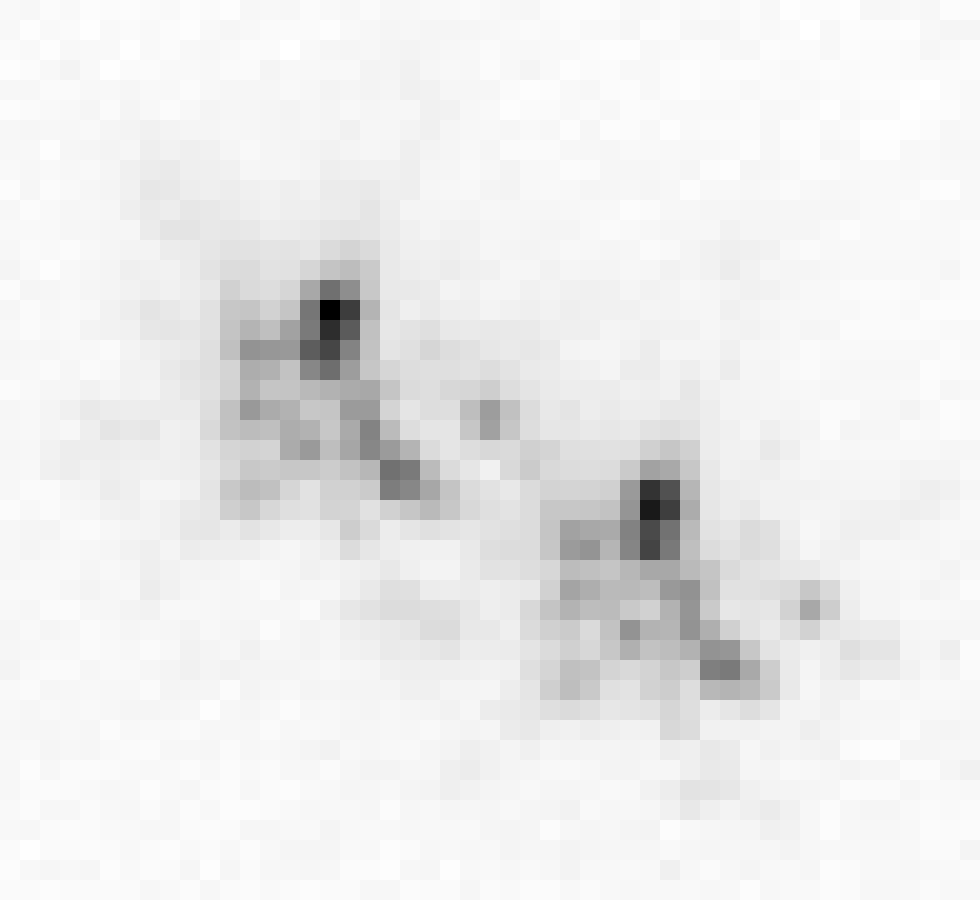
うしかい座ζ星 (スペックル干渉法の基準星)

スペックル・イメージングのスローモショイン・ムービー

## 実際の映像の例
右上の映像は大気シーイングを通した二重星（この場合はうしかい座ζ星）の典型的な短時間露光イメージである。各々の星は本来は一つの点として現れるべきであるが、大気のゆらぎのために、2個の星が2つのスペクックルパターンに分裂している（一つは左上、他方は右下）。スペックルは使用したカメラのピクセルサイズが荒かったため、この画像では分かりづらくなっている。スペックルは周辺を高速で移動するので、長時間露光した画像では各々の星は一つのぼやけた塊として現れる。この映像は直径が約 7r0 の望遠鏡を用いて得られたものである。
右下の映像は、望遠鏡を通して高倍率で星を観測した場合に見える映像（ネガ映像）を、スローモション動画で表示したものである。使用した望遠鏡は上のものと同じく直径が約 7r0 である。星の像が複数の斑点に分裂するのは、完全に大気による現象であることに注目する必要がある。スペックル・イメージング技術は大気により劣化する前の天体の像を再構成するものである。この動画では望遠鏡の振動も認知可能である。

## 映像の例（外部リンク）
以下の映像は全てスペックル・イメージングを用いて得られたものであり、ハッブル宇宙望遠鏡で得られるものよりも分解能が高い。
- WR 104
- WR 98a
- LKHa 101
- MWC 349A
- Betelgeuse